# Robert Light
Robert Merwin Light (* 23. Juni 1911 in Denver, Colorado; † 21. März 1997 in Los Angeles, Kalifornien) war ein US-amerikanischer Filmschauspieler.
In den Jahren 1932 bis 1939 spielte er in neun Filmproduktionen und zwei Kurzfilmen mit. Im Anschluss an seine Schauspieltätigkeit ging er zum Radio, wo er als Autor und Regisseur tätig war. Nach dem Zweiten Weltkrieg und einer vierjährigen Tätigkeit bei einem Werbeunternehmen begann er für die RKO General zu arbeiten. Ab 1959 war er für drei Jahrzehnte für die Southern California Broadcasters Assn tätig, zu deren Präsident er auch ernannt wurde. 1988 wechselte er dort in die Position eines Beraters.
Robert Light war mit Doris Eileen Donaldson und ab 1955 bis zu seinem Tod mit Julie Fraser (geborene Giguere) verheiratet. Aus seiner zweiten Ehe stammen zwei Kinder.

## Filmographie
- 1932: A Modern Cinderella (Kurzfilm)
- 1934: 1929 – Manhattan N.Y. (Gentlemen Are Born)
- 1934: Murder in the Clouds
- 1935: Women Must Dress
- 1935: Die öffentliche Meinung (Reckless)
- 1935: Mary Jane’s Pa
- 1935: Der Jazzkadett (Shipmates Forever)
- 1936: Höhe Null (Ceiling Zero)
- 1936: Doughnuts and Society
- 1936: Mein Mann Godfrey (My Man Godfrey)
- 1939: Wardrobe Girl (Kurzfilm)